# Кикуни
Кикуни́ — село в Гергебильского района Дагестана. Входит в состав сельского поселения «Сельский совет „Кикунинский“».

## Географическое положение
Расположено в 3 км к северо-западу от села Гергебиль.

## Население
| 1888  | 1895  | 1926  | 1939  | 1970  | 1989  | 2002  |
| ----- | ----- | ----- | ----- | ----- | ----- | ----- |
| 1081  | ↘943  | ↗1008 | ↗1368 | ↗1559 | ↗1997 | ↗2897 |
| 2010  | 2021  |       |       |       |       |       |
| ↗3224 | ↗4053 |       |       |       |       |       |

Моноэтническое аварское село.